# ЦПГО
ЦПГО (акроним от Цельноповоротное горизонтальное оперение) или управляемый стабилизатор — полностью отклоняемая поверхность горизонтального оперения летательного аппарата. Данное решение применяется на сверхзвуковых летательных аппаратах и вызвано резким снижением эффективности рулей высоты на сверхзвуковых скоростях полёта.

## История
В 1942 году был построен самолет БИ-1 с ЖРД. Он имел прямое трапециевидное крыло и оперение. Конструкторы предполагали эксплуатацию самолета на скоростях 800—1000 км/ч. Однако в 1943 году в полете на скорости более 800 км/ч самолет перешел в пикирование и разбился, летчик-испытатель Бахчиванджи погиб. Позже это явление было изучено в аэродинамической трубе Т-106 ЦАГИ. Оказалось, что при достижении местного числа Маха = 1 при обтекании профиля возникает скачок, и обтекание меняется. Если на дозвуковых скоростях отклонение руля высоты приводило к изменению давления на всей поверхности горизонтального оперения, то после возникновения скачка — только на поверхности руля. При этом требуется гораздо большая балансировочная сила на горизонтальном оперении, так как положение аэродинамического фокуса меняется на пикирование.

## Конструкция
Половины стабилизатора управляются посредством силовых бустеров (гидроусилителей). При синхронном отклонении половин стабилизатор работает в режиме руля высоты. Также часто реализуется возможность отклонения половин стабилизатора дифференциально (это называется в режиме "вилка" или "ножницы"), тогда стабилизатор работает в управлении креном.
Ось вращения управляемого стабилизатора может быть перпендикулярной к плоскости симметрии самолета или располагаться под углом к ней.
Положение оси вращения выбирается так, чтобы усилия от шарнирного момента на до- и сверхзвуковых скоростях полета были минимальными. Крепление управляемого стабилизатора к фюзеляжу выполняется с помощью вала и двух подшипников.
Возможны две схемы крепления:
- схема вала — вал жестко закреплен на управляемом стабилизаторе, а подшипники крепятся на фюзеляже,
- схема оси — ось закреплена неподвижно на фюзеляже, а подшипники установлены на управляемом стабилизаторе.

В схема вала (вал закреплен на стабилизаторе) необходимо обеспечить передачу на вал перерезывающей силы, изгибающего момента и момента кручения, если качалка управления закреплена на валу.
Если качалка управления в схеме вала крепится на корневой усиленной нервюре стабилизатора, то нервюра собирает весь крутящий момент с замкнутого контура стабилизатора. В этом случае крутящий момент на вал не передается. При такой схеме крепления обычно используется лонжеронная схема стабилизатора, так как при кессонной схеме передача изгибающего момента с силовых панелей на вал вызывает конструктивные трудности.
В схеме оси (вал закреплен на фюзеляже) подшипники крепятся на усиленных нервюрах стабилизатора, связанных с его продольными стенками. На внешний подшипник передается вся перерезывающая сила консоли, а изгибающий момент парой сил передается на внешний и внутренний подшипник. Таким образом, на внешнем подшипнике происходит суммирование двух усилий.
В схеме оси достаточно просто обеспечивается передача изгибающего момента и при кессонной или моноблочной конструкциях стабилизатора. В этом случае силовые панели стабилизатора спереди и сзади опираются на продольные стенки, которые у корня сходятся к внутреннему бортовому подшипнику. Соответственно ширина силовых панелей и усилия в них от изгиба стабилизатора меняются от максимальной величины над внешним подшипником до нуля над внутренним подшипником. В результате изгибающий момент кессона стабилизатора уравновешивается реакциями подшипников. Качалка управления в таком стабилизаторе обычно устанавливается на корневой усиленной нервюре стабилизатора. Подобный принцип передачи изгибающего момента можно использовать и при кессонной схеме стабилизатора с подвижным валом. В этом случае внешний конец вала должен опираться на силовую нервюру, связанную со стенками кессона.